# هانیبال هملین
هانیبال هملین (انگلیسی: Hannibal Hamlin؛ زاده ۲۷ اوت ۱۸۰۹ - مرگ ۴ ژوئیهٔ ۱۸۹۱) سناتور سابق عضو جمهوری‌خواه بود. وی در سال ۱۸۴۸ تا ۱۸۵۶ و ۱۸۵۶ تا ۱۸۵۷ و ۱۸۵۷ تا ۱۸۶۱ و ۱۸۶۹ تا ۱۸۸۱ میلادی سناتور ایالت مین در سنای ایالات متحده آمریکا بود.